# Elio Borsetto
Elio Borsetto (Pianiga, 14 gennaio 1920 – Roncade, 18 novembre 2002) è stato un calciatore e allenatore di calcio italiano, di ruolo difensore.

## Caratteristiche tecniche
Giocava come terzino. Giocatore che faceva della grinta e della velocità la sua arma migliore.

## Carriera

### Giocatore
Nella stagione 1939-1940 ha giocato in Serie C con il Mestre, che a fine stagione l'ha messo in lista di trasferimento.
Torna a vestire la maglia della squadra veneta durante la stagione 1943-1944, nel corso della quale segna una rete in 5 presenze in Divisione Nazionale. Successivamente dopo la fine della Seconda guerra mondiale viene ceduto in prestito dal Venezia alla Mestrina, con cui nella stagione 1945-1946 vince il campionato di Serie C.
Rimane alla Mestrina anche l'anno seguente in Serie B: con le sue 37 presenze nel campionato cadetto risulta essere il giocatore più utilizzato della Mestrina, che a fine stagione retrocede in Serie C. Nella stagione 1947-1948 vince il proprio girone di Serie C (l'H), non venendo promossa in Serie B a causa della riforma del campionato di terza serie ma venendo in compenso ammessa alla nuova Serie C, in cui Borsetto militò nella stagione 1948-1949, nella stagione 1949-1950, nella stagione 1950-1951 ed infine nella stagione 1951-1952 (nella quale disputò 16 partite), chiusa con la retrocessione in IV Serie della squadra veneta.

### Allenatore
Negli anni '60 ha allenato le giovanili della Juventina Marghera.

## Palmarès

### Club

#### Competizioni nazionali
- Serie C: 2

Mestre: 1945-1946, 1947-1948